# (25595) 1999 YD9
(25595) 1999 YD9 est un astéroïde de la ceinture principale découvert en 1999.

## Description
(25595) 1999 YD9 a été découvert le 29 décembre 1999 à l'observatoire Farpoint, à Eskridge, dans l'État américain du Kansas, par Gary Hug et Graham E. Bell.

### Caractéristiques orbitales
L'orbite de cet astéroïde est caractérisée par un demi-grand axe de 2,61 UA, un périhélie de 2,34 UA, une excentricité de 0,11 et une inclinaison de 2,86° par rapport à l'écliptique. Du fait de ces caractéristiques, à savoir un demi-grand axe compris entre 2 et 3,2 UA et un périhélie supérieur à 1,666 UA, il est classé, selon la JPL Small-Body Database, comme objet de la ceinture principale.

### Caractéristiques physiques
(25595) 1999 YD9 a une magnitude absolue (H) de 15,5 et un albédo estimé à 0,355.